# Hilary Jeffery
Hilary Jeffery (* 1971 in Surbiton) ist ein britischer Improvisationsmusiker (Posaune, Elektronik, Komposition).

## Leben und Wirken
Jeffery  studierte am Dartington College of Arts, an der University of York, am Institute of Sonology sowie bei James Fulkerson am European Dance Development Centre in Arnheim.
Anschließend arbeitete er mit verschiedenen Choreographen wie Aurora Corsano, Vania Gala, Mary O’Donnell, Jane Mason, Joao da Silva und Saburo Teshigawara bei Tanzperformances zusammen. Als Posaunist spielte er seitdem unter anderem mit Paul Dunmall, Hugh Davies, Keith Tippett, Catherine Christer Hennix und dem Splitterorchester. Er gehört zum Ensemble Zeitkratzer. Zudem ist er auf Aufnahmen von Hugh Davies, Germ, Earthling, Sand, der Band of Holy Joy, Jimi Tenor, The Meta Orchestra, Paul Dunmalls Moksha Big Band, dem The Barton Workshop und Apa Ini zu hören.
Er legte die Soloproduktionen Solo Trombone & Electronics 1/2 (FMR Records, 2003 beziehungsweise 2006) vor und betrieb das Projekt Lysn. Ferner kooperierte er mit dem Komponisten und Elektroniker Patrick Pulsinger. Seit 2014 spielt er mit Robin Hayward und Elena Margarita Kakaliagou im Ensemble Zinc & Copper, mit dem er 2017 auf dem JazzFest Berlin auftrat. Zu hören ist er auch auf  Sven-Åke Johanssons Das Marschorchester (2017).